# Équipe de Colombie de football à la Copa América 1997
L'équipe de Colombie de football participe à sa 14e Copa América lors de l'édition 1997 qui se tient en Bolivie du 11 juin 1997 au 29 juin 1997. Elle se rend à la compétition en tant que troisième de la Copa América 1995.
Les Colombiens passent la phase de poule en terminant 3e du groupe C puis ils perdent le match suivant en quart de finale contre la nation hôte.

## Résultat

### Premier tour
| Classement final |            |     |   |   |   |   |    |    |      |
|                  | Équipe     | Pts | J | G | N | P | BP | BC | Diff |
| 1                | Brésil     | 9   | 3 | 3 | 0 | 0 | 10 | 2  | +8   |
| 2                | Mexique    | 4   | 3 | 1 | 1 | 1 | 5  | 5  | 0    |
| 3                | Colombie   | 3   | 3 | 1 | 0 | 2 | 5  | 5  | 0    |
| 4                | Costa Rica | 1   | 3 | 0 | 1 | 2 | 2  | 10 | -8   |

| 13 juin | Brésil   | 5 | 0 | Costa Rica |
| 13 juin | Mexique  | 2 | 1 | Colombie   |
| 16 juin | Brésil   | 3 | 2 | Mexique    |
| 16 juin | Colombie | 4 | 1 | Costa Rica |
| 19 juin | Brésil   | 2 | 0 | Colombie   |
| 19 juin | Mexique  | 1 | 1 | Costa Rica |

| 13 juin 1997 | Mexique           | 2 – 1   | Colombie   | Estadio Ramón Aguilera (Santa Cruz)                      |                                                          |
|              | Hernández 7e, 11e | (2 - 0) | Ricard 58e | Spectateurs : 25 000 Arbitrage : Antonio Marrufo Mendoza | Spectateurs : 25 000 Arbitrage : Antonio Marrufo Mendoza |

| 16 juin 1997 | Colombie                                                 | 4 – 1   | Costa Rica | Estadio Ramón Aguilera (Santa Cruz)                  |                                                      |
|              | Morantes 13e, 23e · Cabrera 62e (pen.) · Aristizábal 78e | (2 - 0) | Wright 66e | Spectateurs : 25 000 Arbitrage : Esfandiar Baharmast | Spectateurs : 25 000 Arbitrage : Esfandiar Baharmast |

| 19 juin 1997 | Brésil                  | 2 – 0   | Colombie | Estadio Ramón Aguilera (Santa Cruz)                |                                                    |
|              | Dunga 11e · Edmundo 67e | (1 - 0) |          | Spectateurs : 35 000 Arbitrage : Epifanio González | Spectateurs : 35 000 Arbitrage : Epifanio González |

### Quart de finale
| 21 juin 1997 | Bolivie                        | 2 – 1 | Colombie    | Estadio Hernando Siles (La Paz)                   |                                                   |
| | Etcheverry 3e · E. Sánchez 24e | (2 - 0) | Gaviria 57e | Spectateurs : 30 000 Arbitrage : Horacio Elizondo | Spectateurs : 30 000 Arbitrage : Horacio Elizondo |
| Trucco - O. Sánchez, Sandy, J. Peña, S. Castillo - Cristaldo, V. Soria, Baldivieso, R. Castillo ( 71e Melgar) - E. Sánchez ( 75e Moreno), Etcheverry | Équipes                        | Mondragón - Santa, Córdoba, Bermúdez, Moreno - Gaviria, Pérez ( 26e Morantes), Cabrera, Pacheco ( 46e Escobar) - Ricard ( 67e Zuleta), Aristizábal |             | Spectateurs : 30 000 Arbitrage : Horacio Elizondo | Spectateurs : 30 000 Arbitrage : Horacio Elizondo |

## Navigation